# دوار اللبابنة (النقلة)
دوار اللبابنة هو دُوَّار يقع بجماعة ودكة، إقليم تاونات، جهة فاس مكناس في المملكة المغربية. ينتمي الدوّار لمشيخة النقلة التي تضم 4 دواوير. يقدر عدد سكانه بـ 537 نسمة حسب الإحصاء الرسمي للسكان والسكنى لسنة 2004.

## روابط خارجية
- البوابة الوطنية للجماعات الترابية نسخة محفوظة 12 مارس 2018 على موقع واي باك مشين.
- المندوبية السامية للتخطيط